# Polski Związek Unihokeja

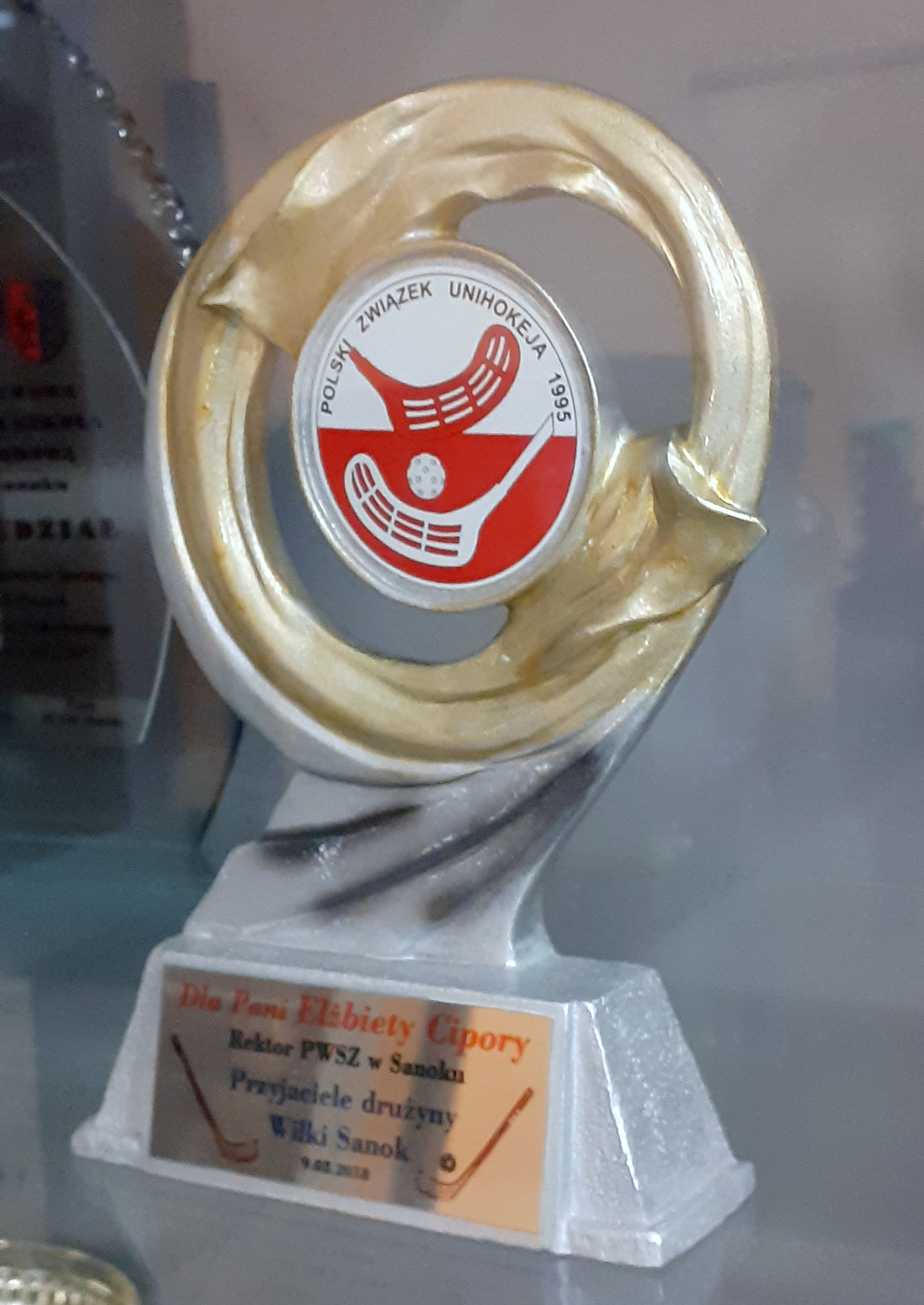
Statuetka z logo PZU dla Elżbiety Cipory

Polski Związek Unihokeja (oficjalny skrót PZUnihokeja) – polski związek sportowy z obecną siedzibą w Gdańsku, założony 22 stycznia 1997 roku, działający na terenie Rzeczypospolitej Polskiej, posiadający osobowość prawną, będący jedynym prawnym reprezentantem polskiego unihokeja (zarówno mężczyzn, jak i kobiet we wszystkich kategoriach wiekowych) w kraju i za granicą. Od 1997 roku członek Międzynarodowej Federacji Unihokeja (IFF), a od roku 2014 członek Polskiego Komitetu Olimpijskiego..

## Historia
Unihokej do Polski trafił za sprawą Elżbiety i Rogera Żółtowskich z Gdyni, którzy w 1991 i 1992 zorganizowali szereg spotkań i prezentacji unihokeja. Pokazy gry odbyły się w Zielonej Górze i na gdańskim AWF i były połączone z przekazywaniem materiałów szkoleniowych dla szkół i klubów sportowych. Na zakończenie akcji promocyjnej zorganizowano pokaz dyscypliny, na który zaproszono Carla AK Ahlgvistema – twórcę i propagatora tej gry w Szwecji.
W niedługim czasie ruszyły pierwsze turnieje i powstały pierwsze kluby (Gdański Klub Sportowy UNO). 25 lutego 1995 roku odbył się I Krajowy Zjazd Delegatów, na którym powstała Polska Federacja Unihoca skupiająca Uczniowskie Kluby Sportowe, Ludowe Kluby Sportowe i inne kluby z całej Polski. W 1996 roku unihokej został włączony do programu Igrzysk Młodzieży Szkolnej jako dyscyplina obowiązkowa. W 1997 roku podjęto uchwałę o zmianie nazwy na Polską Federację Unihokeja - Floorball i jeszcze tego samego roku PFU została członkiem Międzynarodowej Federacji  Unihokeja (IFF).
W 1998 roku reprezentacja mężczyzn rozegrała swój pierwszy mecz międzypaństwowy z Łotwą, a dwa lata później w roku 2000 po raz pierwszy wzięła udział w mistrzostwach świata w unihokeju. W roku 2001 swój inauguracyjny występ w mistrzostwach świata odnotowały reprezentacje kobiet oraz juniorów.
W 2002 roku „Polska Federacja Unihokeja” za zgodą Urzędu Kultury Fizycznej i Sportu została przemianowana na Polski Związek Unihokeja. 16 listopada odbył się w Gdyni I Walny Zjazd Delegatów Polskiego Związku Unihokeja, na którym prezesem został wybrany Roger Żółtowski.
Od 2009 reprezentacje Polski w unihokeju w kategoriach senior oraz junior ubiera Salming, a od sezonu 2014/2015 rozgrywki odbywają się pod nazwą Salming Ekstraliga
W 2017 roku unihokej po raz drugi zaprezentował się na World Games jako jeden z wielu sportów, które chcą zostać włączone do kanonu dyscyplin olimpijskich. Prezentacja tej dyscypliny odbyła się na World Games we Wrocławiu.

## Dotychczasowi prezesi PFU-Floorball i PZUnihokeja
| Rok             | Imię i Nazwisko      | Nazwa związku |
| --------------- | -------------------- | ------------- |
| 1995 -1999      | Ewa Żółtowska        | PFU-Floorball |
| 1999 -2001      | Mariusz Machnikowski | PFU-Floorball |
| 2001 -2002      | Jacek Milewski       | PFU-Floorball |
| 2001 -2004      | Roger Żółtowski      | PZUnihokeja   |
| 2004 -2014      | Marek Budziński      | PZUnihokeja   |
| 2015 - 2018     | Marek Chomicki       | PZUnihokeja   |
| 2018 - do teraz | Janusz Sternicki     | PZUnihokeja   |

## Cele i sposoby działania
Celem Związku jest:
1. Organizacja współzawodnictwa sportowego, popularyzacja i rozwój unihokeja w Polsce
2. Przygotowywanie kadry narodowej do uczestnictwa w międzynarodowym współzawodnictwie sportowym
3. Reprezentowanie interesów unihokeja w organizacjach krajowych i międzynarodowych,
4. Podejmowanie działań na rzecz promocji i rozwoju unihokeja w formie amatorskiej i profesjonalnej
5. Prowadzenie działalności edukacyjnej i wychowawczej w zakresie sportu, zdrowia i ochrony środowiska,
6. Ochrona praw i interesów oraz koordynacja działań członków Związku, zawodników, trenerów, instruktorów, statystyków, członków sztabów medycznych, menedżerów, sędziów i działaczy[5]

Władzami Związku są:
1. Walny Zjazd Delegatów Polskiego Związku Unihokeja
2. Zarząd Związku
3. Komisja Rewizyjna Polskiego Związku Unihokeja[6]

Zarząd Związku:
1. Prezes - mgr inż. Marek Chomicki
2. Wiceprezes - Janusz Sternicki
3. Sekretarz Generalny - Izabela Misiowiec[7]

## Statystyki
Licencjonowani zawodnicy
| Sezon       | Mężczyźni | Kobiety | Chłopcy [ poniżej 19 lat ] | Dziewczęta [ poniżej 19 lat ] | RAZEM |
| ----------- | --------- | ------- | -------------------------- | ----------------------------- | ----- |
| 2013 - 2014 | 237       | 90      | 710                        | 580                           | 1617  |
| 2014 - 2015 | 268       | 122     | 742                        | 578                           | 1710  |
| 2015 - 2016 | 320       | 150     | 800                        | 610                           | 1880  |
| 2016 - 2017 |           |         |                            |                               | 2600  |

Liczba drużyn w poszczególnych kategoriach wiekowych
| Sezon       | Ekstraliga Mężczyzn | Ekstraliga Kobiet | I liga Mężczyzn | Juniorzy Starsi | Juniorki Starsze | Juniorzy Młodsi | Juniorki Młodsze | Młodzicy | Młodziczki |
| ----------- | ------------------- | ----------------- | --------------- | --------------- | ---------------- | --------------- | ---------------- | -------- | ---------- |
| 2013 - 2014 | 8                   | 7                 | 5               | 13              | 10               | 12              | 9                | 12       | 10         |
| 2014 - 2015 | 8                   | 7                 | 7               | 10              | 9                | 14              | 11               | 8        | 8          |
| 2015 - 2016 | 7                   | 8                 | 6               | 9               | 8                | 16              | 12               | 24       | 11         |
| 2016 - 2017 | 15                  | 7                 | -               | 8               | 8                | 12              | 14               | 9        | 8          |

## Organizacja imprez międzynarodowych
Polski Związek Unihokeja dwukrotnie był gospodarzem Mistrzostw Świata Kobiet do lat 19. Pierwszy turniej został zorganizowany w 2008 roku. Wówczas polska reprezentacja zajęła najwyższe w historii występów na międzynarodowej arenie, IV miejsce. Kolejne Mistrzostwa zorganizowaliśmy 6 lat później. Rok 2014 nie był jednak tak szczęśliwy, a rywalizację ukończyliśmy na VI miejscu.
W 2013 roku w Babimoście zorganizowane zostały Eliminacje Mistrzostw Świata Kobiet 2013. W rozgrywanym przed własną publicznością turnieju, Polki zwyciężyły wszystkie mecze i z 1. miejsca awansowały do turnieju głównego. W roku 2015 odbędą się kolejne Eliminacje Mistrzostw Świata. Tym razem gospodarzem imprezy będzie Poznań.
Polska była także organizatorem turnieju finałowego Pucharu Europy. W 2011 roku rywalizacja finałowa odbyła się w Rakoniewicach, a Polskę reprezentowała Energa Gdańsk (kobiety) oraz Madex Górale Nowy Targ (mężczyźni).
W sierpniu 2014 w Zielonce zorganizowany został turniej eliminacyjny Pucharu EuroFloorball. Polskę reprezentował Mistrz w kategorii męskiej (MUKS Zielonka) oraz żeńskiej (Energa Gdańsk). Jako gospodarz mieliśmy prawo wystawić trzeci zespół, którym był Wicemistrz Ekstraligi Seniorek, MMKS Podhale Nowy Targ. Wszystkie polskie zespoły awansowały do turnieju głównego.
| Rok  | Rodzaj imprezy                                    | Miejscowość                     |
| ---- | ------------------------------------------------- | ------------------------------- |
| 2007 | Kwalifikacje Mistrzostw Świata Kobiet (dywizja B) | Wolsztyn                        |
| 2008 | Mistrzostwa Świata Kobiet U19                     | Babimost, Wolsztyn & Zbąszyń    |
| 2010 | Kwalifikacje Mistrzostw Świata Mężczyzn (EUR 1)   | Babimost & Zbąszyń              |
| 2011 | Kwalifikacje Mistrzostw Świata Kobiet (EUR 2)     | Rakoniewice                     |
| 2011 | Puchar EuroFloorball - Runda Finałowa             | Rakoniewice                     |
| 2012 | Kwalifikacje Mistrzostw Świata Mężczyzn ( EUR 3)  | Zbąszyń                         |
| 2013 | Kwalifikacje Mistrzostw Świata Kobiet (EUR 2)     | Babimost                        |
| 2014 | Kwalifikacje Mistrzostw Świata Mężczyzn (EUR 1)   | Łochów                          |
| 2014 | VI Mistrzostwa Świata Kobiet U19                  | Babimost, Rakoniewice & Zbąszyń |
| 2014 | Puchar EuroFloorball - Kwalifikacje               | Zielonka                        |
| 2015 | Kwalifikacje Mistrzostw Świata Kobiet (EUR 1)     | Poznań                          |
| 2016 | Kwalifikacje Mistrzostw Świata Mężczyzn (EUR 3)   | Łochów                          |
| 2017 | The Word Games                                    | Wrocław                         |
| 2018 | Akademickie Mistrzostwa Świata                    | Łódź                            |
| 2019 | Kwalifikacje Mistrzostw Świata Kobiet (EUR 1,2)   | Gdańsk                          |
| 2022 | X Mistrzostwa Świata Kobiet U19                   | Katowice                        |

## Rozgrywki krajowe i międzynarodowe

### Mistrzowie Polski w rozgrywkach ligowych
Najbardziej utytułowanymi polskimi klubami są KS Szarotka Nowy Targ (mężczyźni) z 11 tytułami Mistrza Polski, oraz Energa Olimpia Osowa Gdańsk (kobiety), która zdobyła złoto 9 razy.
| Sezon   | Seniorzy - Ekstraliga | Seniorki - Ekstraliga                           | Juniorzy Starsi      | Juniorki Starsze            |
| ------- | --------------------- | ----------------------------------------------- | -------------------- | --------------------------- |
| 1997-98 | Dajar's Team Warszawa |                                                 |                      |                             |
| 1998-99 | Podhale Nowy Targ     |                                                 |                      |                             |
| 1999-00 | KS Szarotka Nowy Targ |                                                 |                      |                             |
| 2000-01 | KS Szarotka Nowy Targ | UKS Multi 75 Killers Kraków / Skalny Nowy Targ  |                      |                             |
| 2001-02 | KS Szarotka Nowy Targ | UNO Gdynia                                      |                      |                             |
| 2002-03 | KS Szarotka Nowy Targ | UKS Multi 75 Killers Kraków / Absolwent Siedlec |                      |                             |
| 2003-04 | KS Szarotka Nowy Targ | KS Szarotka Nowy Targ                           |                      |                             |
| 2004-05 | KS Szarotka Nowy Targ | UKS Aligator Chwarzno Gdynia                    |                      |                             |
| 2005-06 | KS Szarotka Nowy Targ | UKS Multi 75 Killers Kraków                     | UKS Ósemka Wejherowo | UKS Luxolar Gródek          |
| 2006-07 | KS Szarotka Nowy Targ | UKS Aligator Chwarzno Gdynia                    | MUKS Zielonka        | UKS Multi 75 Killers Kraków |
| 2007-08 | KS Szarotka Nowy Targ | UKS Absolwent Siedlec                           | MUKS Zielonka        | UKS Baza Królewo            |
| 2008-09 | KS Szarotka Nowy Targ | Energa Olimpia Osowa Gdańsk                     | MUKS Zielonka        | UKS Absolwent Siedlec       |
| 2009-10 | KS Szarotka Nowy Targ | Energa Olimpia Osowa Gdańsk                     | MUKS Zielonka        | UKS Multi 75 Killers Kraków |
| 2010-11 | KS Górale Nowy Targ   | Energa Olimpia Osowa Gdańsk                     | KS Górale Nowy Targ  | KS Szarotka Nowy Targ       |
| 2011-12 | KS Górale Nowy Targ   | Energa Olimpia Osowa Gdańsk                     | KS Górale Nowy Targ  | KS Szarotka Nowy Targ       |
| 2012-13 | KS Górale Nowy Targ   | UKS Absolwent Siedlec                           | MUKS Zielonka        | MMKS Podhale Nowy Targ      |
| 2013-14 | MUKS Zielonka         | Energa Olimpia Osowa Gdańsk                     | MUKS Zielonka        | MLUKS "Jedynka"Trzebiatów   |
| 2014-15 | KS Górale Nowy Targ   | MMKS Podhale Nowy Targ                          | UKS Wiatr Ludźmierz  | PUKS Trzebinia              |
| 2015-16 | KS Górale Nowy Targ   | Energa Olimpia Osowa Gdańsk                     | UKS Fenomen Babimost | PUKS Trzebinia              |
| 2016-17 | MUKS Zielonka         | KS Olimpia Osowa Gdańsk                         | UKS Wiatr Ludźmierz  | KS Olimpia Osowa Gdańsk     |
| 2017-18 | KS Górale Nowy Targ   | KS Olimpia Osowa Gdańsk                         | ULKS Olimpia Łochów  | MMKS Podhale Nowy Targ      |
| 2018-19 | KS Górale Nowy Targ   | KS Olimpia Osowa Gdańsk                         | UKS Fenomen Babimost | KS Olimpia Osowa Gdańsk     |

### Udział reprezentacji w Mistrzostwach Świata
Mistrzostwa Świata organizowane są przez Międzynarodową Federacje Unihokeja (IFF),  rozgrywane co dwa lata (w jednym roku grają mężczyźni i kobiety U-19, w drugim kobiety i mężczyźni U-19).
Największym sukcesem w historii polskiego unihokeja było zajęcie IV miejsca Mistrzostw Świata Kobiet U19 w roku 2008. Turniej rozgrywany był wtedy na halach Wolsztynie, Zbąszyniu i Babimoście. 3 lata później LUKS Nolet Żabi Róg zdobył w Pilźnie (Czechy) Szkolne Mistrzostwo Świata.
W seniorskim unihokeju najwyższą pozycję zajęły kobiet podczas Mistrzostw Świata 2012 w Szwajcarii – VI miejsce, a w kategorii mężczyzn najlepszym miejscem była 9. pozycja w roku 2010 podczas turnieju w Helsinkach i Vantaa (Finlandia).
W 2018 roku Reprezentacja Kobiet U19 po dziesięciu latach drugi raz zajęła IV miejsce w Mistrzostwach Świata Kobiet U19.
| Rok  | Mężczyźni     | Kobiety    | Mężczyźni U19 | Kobiety U19 |
| ---- | ------------- | ---------- | ------------- | ----------- |
| 2000 | 12.miejsce    |            |               |             |
| 2001 |               | 12.miejsce | 9.miejsce     |             |
| 2002 | 13.miejsce    |            |               |             |
| 2003 |               | 10.miejsce | 9.miejsce     |             |
| 2004 |               |            |               |             |
| 2005 |               |            | 7.miejsce     |             |
| 2006 | 21.miejsce *  |            |               | 5.miejsce   |
| 2007 |               | 11.miejsce | 8.miejsce     |             |
| 2008 | 12.miejsce    |            |               | 4.miejsce   |
| 2009 |               | 8.miejsce  | 10.miejsce    |             |
| 2010 | 9.miejsce     |            |               | 7.miejsce   |
| 2011 |               | 6.miejsce  | 11.miejsce    |             |
| 2012 | 11.miejsce    |            |               | 5.miejsce   |
| 2013 |               | 7.miejsce  | 9.miejsce     |             |
| 2014 | 17.miejsce ** |            |               | 6.miejsce   |
| 2015 |               | 7.miejsce  | 6.miejsce     |             |
| 2016 | 13.miejsce    |            |               | 6.miejsce   |
| 2017 |               | 7.miejsce  | 8.miejsce     |             |
| 2018 | 13.miejsce    |            |               | 4.miejsce   |
| 2019 |               | 5. miejsce |               |             |
| 2022 | 11. miejsce   |            |               | 6. miejsce  |

* - reprezentacja mężczyzn nie brała udziału w turnieju finałowym dywizji A i B, wygrała natomiast turniej dywizji C
** - reprezentacja mężczyzn nie brała udziału w  turnieju finałowym, zajęła pierwsze miejsce wśród drużyn, które się nie zakwalifikowały